# Znamionowa częstość łączeń
Znamionowa częstość łączeń  - największa liczba cykli łączeniowych w określonym czasie (najczęściej w ciągu 1h), przy której łącznik nie powinien ulec uszkodzeniu przed wykonaniem liczby cykli łączeniowych wyznaczonych przez trwałość łączeniową i mechaniczną.